# Clerodendrum rumphianum
Clerodendrum rumphianum là một loài thực vật có hoa trong họ Hoa môi. Loài này được de Vriese mô tả khoa học đầu tiên năm 1867.